# (6914) Becquerel
(6914) Becquerel ist ein Asteroid des Hauptgürtels, der am 3. April 1992 von den US-amerikanischen Astronomen Carolyn Shoemaker, David H. Levy und Henry E. Holt am Palomar-Observatorium (IAU-Code 675) in Kalifornien entdeckt wurde.
Der Asteroid wurde nach dem französischen Physiker Henri Becquerel (1852–1908) benannt, der gemeinsam mit Marie und Pierre Curie im Jahre 1903 für die Entdeckung der Radioaktivität mit dem Nobelpreis für Physik ausgezeichnet wurde.